# Tony Williams
Anthony Tillmon "Tony" Williams, ameriški jazzovski bobnar, * 12. december 1945, Čikago, Illinois, † 23. februar 1997, Daly City, Kalifornija, ZDA.
Slavo si je pridobil kot član Miles Davis Quinteta, bil pa je eden pionirjev jazz fusiona. Leta 1986 je bil sprejet v Dvorano slavnih Modern Drummer.

## Življenje in kariera
Williams se je rodil v Chicagu, odraščal pa je v Bostonu. Bil je afriških, portugalskih in kitajskih korenin. V zgodnjem življenju se je šolal pri bobnarju Alanu Dawsonu, profesionalno pa je začel bobnati pri 13. letih s saksofonistom Samom Riversom. Ko je Williams štel 16 let ga je najel saksofonist Jackie McLean.
Pri 17. letih je Williams postal slaven kot sodelavec Milesa Davisa, ko se je pridružil njegovemu 2. kvintetu. Williams je bil pomemben član skupine, Davis ga je v svoji avtobiografiji opisal kot »center, okrog katerega se je zvok vrtel.« Njegovo domiselno igranje je pomagalo pri redefiniranju vloge jazzovske ritem sekcije z uporabo poliritmov in metrične modulacije, s premikanjem med matematično povezanimi tempi in/ali taktovskimi načini. Z Davisom je posnel številne albume, sodeloval pa je tudi pri snemanju revolucionarnega albuma In a Silent Way.
Leta 1969 je ustanovil trio, The Tony Williams Lifetime z Johnom McLaughlinom na kitari in Larryjem Youngom na orglah. Skupina Lifetime je bila med pionirji jazz fusion gibanja, kombinacije rocka, R&B in jazza.
Debitantski album skupine je bil Emergency! in je izšel leta 1969. Po odhodu McLaughlina in basista Jacka Brucea, ki je prišel v skupino pred snemanjem drugega albuma, je skupina prenehala z delovanjem. Leta 1975 je Williams sestavil novo zasedbo, ki jo je poimenoval "The New Tony Williams Lifetime", njeni člani pa so bili še basist Tony Newton, pianist Alan Pasqua in angleški kitarist Allan Holdsworth. Skupina je posnela dva albuma, ki sta izšla pri založbi Columbia Records: Believe It in Million Dollar Legs.
V sredini leta 1976 je bil Williams del ponovne združitve kolegov iz kvinteta Milesa Davisa: klaviaturista Herbieja Hancocka, basista Rona Carterja in saksofonista Wayna Shorterja. Davis je bil takrat sredi svojega ustvarjalnega premora, zato ga je v zasedbi nadomestil Freddie Hubbard. Album je izšel pod imenom V.S.O.P. in je bil precej vpliven v porastu popularnosti akustičnega jazza. Skupina je nato odšla na turnejo in snemala več let ter izdala serijo albumov v živo pod imenomm V.S.O.P.
Leta 1979 so se Williams, McLaughlin in basist Jaco Pastorius združili za enkraten nastop na festivalu Havana Jam. Trio je postal znan pod imenom Trio of Doom, plošča z njihovimi posnetki s festivala in studijskimi posnetki, ki so jih naredili nedolgo zatem, pa je izšla leta 2007. Album se prične z močno improvizacijo Williamsa, sledijo pa ji skladbe »Dark Prince« (McLaughlin), »Continuum« (Pastorius), »Para Oriente« (Williams) in »Are You the One?« (McLaughlin). Williams je skupaj s Pastoriusom posnel tudi Hancockovo skladbo »Good Question«, ki je leta 1978 izšla na albumu Sunlight. Leta 1980 in 1982 je Williams s skupino Fuse One izdal dva albuma.
Leta 1985 je posnel album za založbo Blue Note Records z naslovom Foreign Intrigue, pri snemanju katerega sta sodelovala tudi pianist Mulgrew Miller in trobentač Wallace Roney. Kasneje istega leta je ustanovil kvintet z Millerjem, Roneyjem, saksofonistom Billom Piercem in basistom Charnettom Moffettom, ki ga je kasneje zamenjal Ira Coleman. Zasedba je izvajala skoraj izključno Williamsove skladbe. Sicer je Williams igral bobne še pri skupini Public Image Limited, katere frontman je bil John Lydon. Sodeloval je pri njihovem albumu Album (»FFF«, »Rise« in »Home«), ki je izšel leta 1986. Na albumu je sodeloval tudi bobnar Ginger Baker.

## Osebno življenje
Williams je živel in poučeval v območju San Francisco Bay Area do svoje smrti leta 1997. Umrl je zaradi miokardnega infarkta, ki je sledil operaciji žolčnika. 
Eden njegovih zadnji posnetkov je bil album The Last Wave, tria Arcana.

## Diskografija

### Solo
- 1964: Life Time (Blue Note)
- 1965: Spring (Blue Note)
- 1969: Emergency! (Verve)
- 1970: Turn It Over (Verve)
- 1971: Ego (Polydor)
- 1972: The Old Bum's Rush (Polydor)
- 1975: Believe It (Columbia)
- 1976: Million Dollar Legs (Columbia)
- 1975, 1976 The Collection (Columbia)
- 1979: The Joy of Flying (Columbia)
- 1980: Play or Die (P.S. Productions)
- 1985: Foreign Intrigue (Blue Note)
- 1986: Civilization (Blue Note)
- 1988: Angel Street (Blue Note)
- 1989: Native Heart (Blue Note)
- 1991: The Story of Neptune (Blue Note)
- 1992: Tokyo Live (Blue Note)
- 1996: Wilderness (Ark 21)
- 1996: Young at Heart (Columbia)

### Kot studijski glasbenik
Geri Allen
- Twenty One (Blue Note, 1994)

Arcana
- The Last Wave (DIW, 1995)
- Arc of the Testimony (Axiom/Island, 1997)

Chet Baker
- You Can't Go Home Again (Horizon, 1977)
- The Best Thing for You (A&M, 1977 [1989])
- Chet Baker / Wolfgang Lackerschmid (Sandra Music Productions, 1979) z Wolfgangom Lackerschmidom

George Cables
- Phantom of the City (Contemporary, 1985)

Ron Carter
- Third Plane (Milestone, 1978)
- 1 + 3 (JVC, 1978)
- Carnaval (Galaxy, 1978)
- Parade (Milestone, 1979)
- Etudes (Elektra/Musician, 1982)

Stanley Clarke
- Stanley Clarke (Nemperor, 1974)

Miles Davis
- Seven Steps to Heaven (Columbia, 1963)
- Miles Davis in Europe (Columbia, 1963)
- Four & More (Columbia, 1964)
- My Funny Valentine (Columbia, 1964)
- Miles in Tokyo (CBS/Sony, 1964 [1969])
- Miles in Berlin (CBS, 1964)
- E.S.P. (Columbia, 1965)
- The Complete Live at the Plugged Nickel 1965 (Columbia Legacy, 1965 [1995])
- Miles Smiles (Columbia, 1966)
- Directions (Columbia, 1967-68 [1981])
- Sorcerer (Columbia, 1967)
- Nefertiti (Columbia, 1967)
- Water Babies (Columbia, 1967-68 [1976])
- Circle in the Round (Columbia, 1967-68 [1979])
- Miles in the Sky (Columbia, 1968)
- Miles Davis & Gil Evans: The Complete Columbia Studio Recordings (Columbia Legacy, 1968 [1996])
- Filles de Kilimanjaro (Columbia, 1968)
- In a Silent Way (Columbia, 1969)
- Live in Europe 1967: The Bootleg Series Vol. 1 (Columbia Legacy, 2012)
- Miles Davis at Newport 1955-1975: The Bootleg Series Vol. 4 (Columbia Legacy, 2015)

Eric Dolphy
- Out to Lunch (Blue Note, 1964)

Kenny Dorham
- Una Mas (Blue Note, 1963)

Gil Evans
- There Comes a Time (RCA, 1975)

Tommy Flanagan
- The Master Trio (Baybridge, 1983)
- Blues in the Closet (Baybridge, 1983)

Hal Galper
- Now Hear This (Enja, 1977)

Stan Getz
- Captain Marvel (Columbia, 1972)

Dexter Gordon
- Round Midnight (Columbia, 1986)
- The Other Side of Round Midnight (Blue Note, 1986)

Herbie Hancock
- My Point of View (Blue Note, 1963)
- Empyrean Isles (Blue Note, 1964)
- Maiden Voyage (Blue Note, 1965)
- V.S.O.P. (Columbia, 1976)
- V.S.O.P.: The Quintet (Columbia, 1977)
- V.S.O.P.: Tempest in the Colosseum (Columbia, 1977)
- Herbie Hancock Trio (CBS/Sony, 1977)
- Sunlight (Columbia, 1978)
- V.S.O.P.: Live Under the Sky (Columbia, 1979)
- Mr. Hands (Columbia, 1980)
- Herbie Hancock Trio (Columbia, 1982)
- Quartet (CBS/Sony, 1982)
- Town Hall Concert (Blue Note, 1985)
- Future2Future (Transparent Music, 2001)

Herbie Hancock, Wayne Shorter, Ron Carter in Wallace Roney
- A Tribute to Miles (Qwest/Reprise, 1994)

Jonas Hellborg in Soldier String Quartet
- The Word (1991)

Joe Henderson
- Relaxin' at Camarillo (Contemporary, 1979)

Andrew Hill
- Point of Departure (Blue Note, 1964)

Terumasa Hino
- May Dance (Flying Disk, 1977)

Allan Holdsworth
- Atavachron (Enigma, 1986)

Hank Jones
- Love for Sale (East Wind, 1976) (The Great Jazz Trio)
- The Great Jazz Trio at the Village Vanguard (East Wind, 1977) (The Great Jazz Trio)
- The Great Jazz Trio at the Village Vanguard Vol. 2 (East Wind, 1977) (The Great Jazz Trio)
- The Great Jazz Trio at the Village Vanguard Again (East Wind, 1977 [2000]) (The Great Jazz Trio)
- Kindness Joy Love & Happiness (East Wind, 1977) (The Great Jazz Trio)
- Milestones (East Wind, 1978) (The Great Jazz Trio)
- New Wine in Old Bottles (East Wind, 1978) (Jackie McLean in The Great Jazz Trio)
- Direct from L.A. (East Wind, 1978) (The Great Jazz Trio)
- The Great Tokyo Meeting (East Wind, 1978) (The Great Jazz Trio)

Charles Lloyd
- Of Course, Of Course (Columbia, 1965)

Michael Mantler
- Movies (1977)

Ray Manzarek
- The Golden Scarab (Mercury, 1973)

Branford Marsalis
- Renaissance (Columbia, 1987)

Wynton Marsalis
- Wynton Marsalis (Columbia, 1981)

John McLaughlin
- Electric Guitarist (Columbia, 1978)

Jackie McLean
- Vertigo (Blue Note, 1963)
- One Step Beyond (Blue Note, 1963)

Marcus Miller
- The Sun Don't Lie (1990–92)

Mulgrew Miller
- The Countdown (Landmark, 1988)

Grachan Moncur III
- Evolution (Blue Note, 1963)
- Some Other Stuff (Blue Note, 1964)

Jaco Pastorius in John McLaughlin
- Trio of Doom (Columbia Legacy, 1979)

Michel Petrucciani
- Marvellous (Dreyfus, 1994)

Pop Workshop
- Song For The Pterodactyl (1974)

Public Image Limited
- Album (Virgin, 1985)

Don Pullen
- New Beginnings (Blue Note, 1988)

Sam Rivers
- Fuchsia Swing Song (Blue Note, 1964)

Sonny Rollins
- Easy Living (Milestone, 1977)
- Don't Stop the Carnival (Milestone, 1978)
- No Problem (Milestone, 1981)

Wallace Roney
- Verses (Muse, 1987)

Travis Shook
- Travis Shook (1993)

Wayne Shorter
- The Soothsayer (Blue Note, 1965)

McCoy Tyner
- Supertrios (Milestone, 1977)
- Counterpoints (Milestone, 1978 [2004])

Sadao Watanabe & Great Jazz Trio (Hank Jones/Ron Carter)
- I'm Old Fashioned (East Wind, 1976)
- Bird of Paradise (Flying Disk, 1977)

Weather Report
- Mr. Gone  (Columbia, 1978)